# Spoorlijn Friedberg - Friedrichsdorf
De spoorlijn Friedberg - Friedrichsdorf is een spoorlijn tussen de plaatsen Friedberg en Friedrichsdorf in de Duitse deelstaat Hessen. De lijn is als spoorlijn 3611 onder beheer van DB Netze.

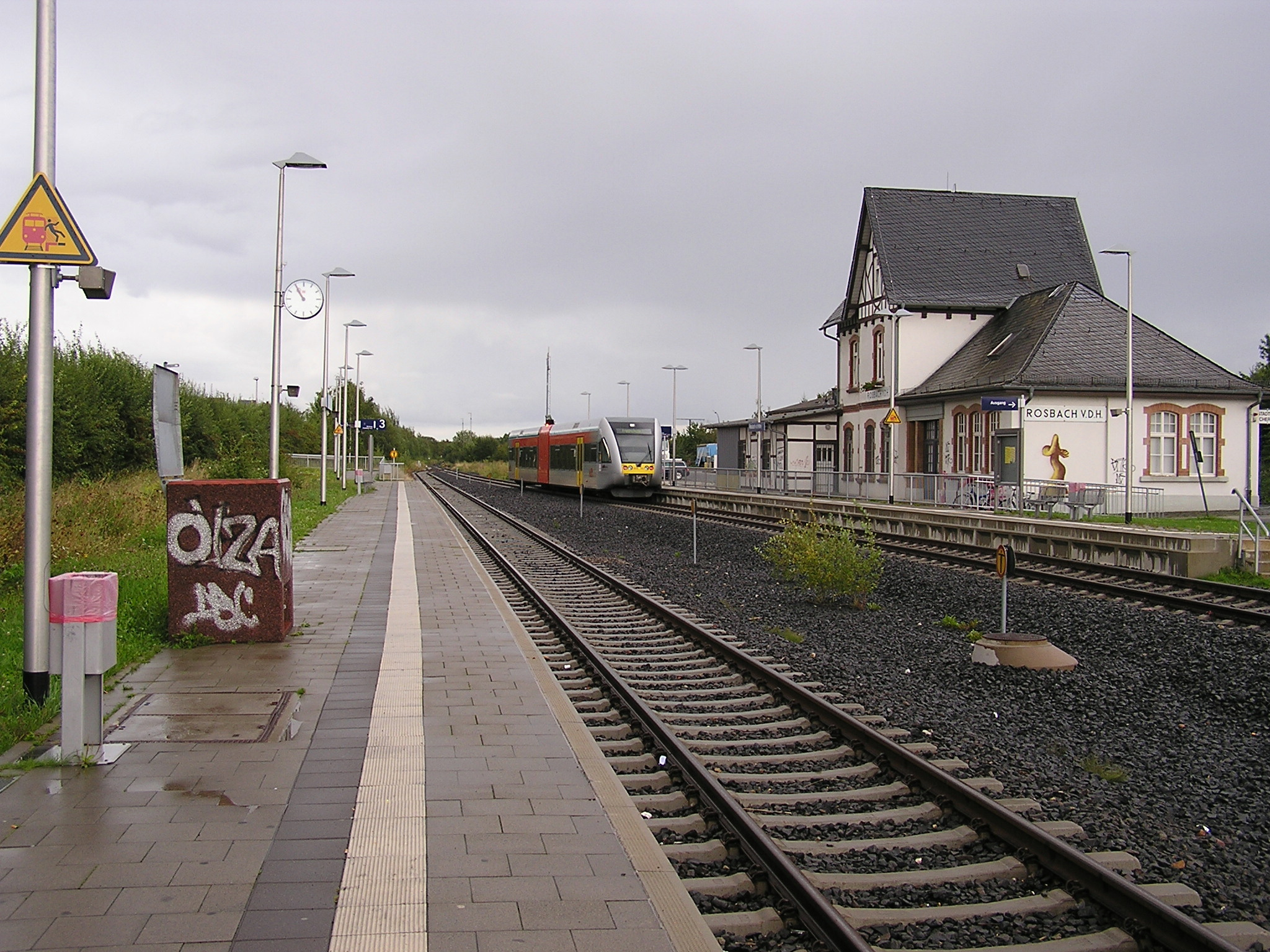
Spoorlijn Friedberg-Friedrichtsdorf bij Rosbach

## Geschiedenis
Het traject werd door de Homburger Eisenbahn-Gesellschaft op 15 juli 1901 geopend.

## Treindiensten

### Hessische Landesbahn
Het personenvervoer op dit traject wordt verzorgd door de Hessische Landesbahn met treinstellen van het type GTW 2/6.

## Aansluitingen
In de volgende plaatsen was of is er een aansluiting van de volgende spoorwegmaatschappijen:

### Friedberg (Hessen)
- Main-Weser-Bahn spoorlijn tussen Frankfurt am Main en Kassel
- Horlofftalbahn spoorlijn tussen Friedberg en Mücke
- Friedberg - Hanau spoorlijn tussen Friedberg en Hanau

### Friedrichsdorf (Taunus)
- Homburger Bahn spoorlijn tussen Frankfurt am Main via (Bad) Homburg naar Friedberg en Friedrichsdorf
- Taunusbahn spoorlijn tussen Friedrichsdorf en Brandoberndorf